# 오네가이 트윈즈
오네가이 트윈즈(일본어: おねがい☆ツインズ, Please Twins!)는 구로다 요스케가 각본을 쓰고 반다이 비주얼이 제작한 애니메이션 TV 시리즈로 나중에 라이트 노벨과 단권 일본 만화 시리즈로 각색되었다. 함께 살고 있는 고등학교 10대 세 가족의 이야기를 중심으로, 오래된 사진을 참고하여 그 중 어느 두 사람이 서로 관련이 있는지 확신할 수 없다. 오네가이 트윈즈 애니메이션 시리즈는 오네가이 티쳐의 스핀오프 속편이다. 2003년 7월 15일 WOWOW 위성 TV 네트워크를 통해 일본에서 처음 방영되었으며 총 12개의 에피소드와 이후 DVD로 출시된 OVA 에피소드로 마무리되었다. 이 시리즈는 나중에 2004년에 라이트 노벨로 각색되어 총 2권으로 구성되었으며, 곧이어 짧은 단행본 만화 버전(Akikan 저작)으로 출간되어 2005년 9월 미디어웍스의 월간 코믹 전격 대왕 잡지에 연재되었다.

## 같이 보기
- 오네가이 티쳐
- 그 여름에서 기다릴게